# Exotisch atoom

Een elektron en een positron die om hun massamiddelpunt draaien wordt een positronium genoemd.

Een exotisch atoom is een atoom waarvan één of meer van zijn subatomaire deeltjes zijn vervangen door een ander deeltje met dezelfde lading. Een elektron kan bijvoorbeeld vervangen zijn door een muon of een negatief geladen π-meson. Omdat deze deeltjes vaak zeer onstabiel zijn, hebben exotische atomen vaak een zeer korte halveringstijd.

## Muonische atomen
In een muonisch atoom zijn één of meer van zijn elektronen vervangen door muonen. Wat in de tweede generatie het equivalent is van het elektron in de eerste. Beide deeltjes zijn geclassificeerd als een lepton. Omdat leptonen alleen reageren op zwakke kernkracht, elektromagnetisme en zwaartekracht worden muonische atomen beheerst door elektromagnetische interactie.
Omdat muonen meer massa hebben dan elektronen zitten de orbitalen van Bohr dichter bij de nucleus van het atoom, hierdoor worden correcties vanwege kwantumelektrodynamica belangrijker. De studie van muonische atomen haar energieniveaus alsmede de overgangsfrequentie van geëxciteerde toestand naar de grondtoestand bieden daarom experimentele testen voor kwantumelektrodynamica. 
Muon-gekatalyseerde fusie is een technische toepassing van muonische atomen.

## Hadronische atomen
Een hadronisch atoom is een atoom waarvan één of meer van zijn elektronen is vervangen door een negatief geladen hadron. Mogelijke hadronen omvatten mesonen zoals de π-meson of K-meson, waarbij een pionisch of een kaonisch atoom kan ontstaan. Exotische atomen met antiprotonen worden antiprotonische atomen genoemd en exotische atomen met één of meer Sigma baryonen wordt een sigmaonisch atoom genoemd.
In tegenstelling tot leptonen kunnen hadronen reageren via de sterke kernkracht. Waardoor de orbitalen van deze soort atomen worden beïnvloed door nucleaire krachten tussen de nucleus en het hadron. Aangezien de sterke kernkracht alleen op korte afstand een wisselwerking vertoont,  is dit effect het sterkst als de orbitalen dicht bij de kern zitten.

## Onium
Een onium is de gebonden toestand van een deeltje en zijn corresponderende antideeltje. Een voorbeeld van een onium is het positronium (Ps), wat bestaat uit één elektron en zijn antideeltje, een positron. Positronia worden al sinds 1950 bestudeerd om zo gebonden toestanden in de kwantumveldtheorie te begrijpen. 
Een pionium, wat een gebonden toestand van één negatief geladen pion en één positief geladen pion is, is handig voor het verkennen van sterke kernkracht.
Een muonium, ondanks zijn naam, is geen onium bestaande uit één muon en één antimuon. De productie van een muon/antimuon gebonden toestand is wel getheoretiseerd.

## Hypernucleaire atomen
Atomen kunnen bestaan uit elektronen met een baan rond een hypernucleus. Zulke hypernucleaire atomen worden bestudeerd voor hun nucleaire gedrag en vallen daarom in het rijk van de kernfysica.

## Atomen gemaakt vanquasideeltjes
In systemen die werken met gecondenseerde materie, met name in sommige halfgeleiders, is er een toestand genaamd exciton. Dat is een gebonden toestand van een elektron en een elektronengat.